# قنبر راستگو
قنبر راستگو (زاده ۱۳۲۴ در سرریگان میناب) که با نام خالو قنبر نیز شناخته می‌شود، موسیقی‌دان، خواننده جنوبی و نوازنده ساز جفتی اهل هرمزگان و یکی از نوازندگان شناخته‌شده‌ی ساز جفتی در ایران و جهان است.
در پنجمین اجلاس کمیته ثبت میراث ناملموس، شیوه نوازندگی نی جفتی قنبر راستگو در فهرست میراث ناملموس کشور ثبت ملی شد.

## زندگی‌نامه
قنبر راستگو که اهل و ساکن استان هرمزگان در جنوب ایران است در بین نزدیکان و دوست‌دارانش به "خالو قنبر" و "قنبر احمد" هم شناخته می‌شود.
او نوازندهٔ «جفتی» و از شروه‌خوانان به نام ایران است و گویی پرداختن به مقولهٔ جفتی به عنوان یکی از سازهای مهم جنوب، با نام خالو قنبر در حافظهٔ هرمزگانی پیوند خورده‌است.
قنبر راستگو ضمن وفاداری به موسیقی منطقه، شاید تنها بازماندهٔ نسلی است که موسیقی ناب جفتی را سینه به سینه به یکدیگر رسانده‌اند.
جفتی از سازهای ویژهٔ منطقه است و به عبارتی صدای جفتی از بارزترین نواهای جنوبی‌ست که در هر نقطه از خطه جنوب اعم از جنوب غربی و شرقی، یا هرمزگان به عنوان مرکزیت جنوب ایران، صدای خود را در اشکال یا ساختارهای مختلف نمایان ساخته‌است.

### کودکی
قنبر راستگو از کودکی تاکنون زندگی سختی گذرانده‌ و نواختن جفتی را در ۱۱ سالگی از دایی‌اش آموخته‌است.
خودش می‌گوید: ما زیر دست دائی (عمهٔ مادری) بزرگ شدیم و پدر و مادر خود را ندیده‌ایم. دائی ما را به زحمت بزرگ کرد، تا ما هم بعدها بزرگتر شدیم و زمستان‌ها به بندر می‌آمدیم و کار می‌کردیم، روی کشتی، برای ماهیگیری.
از دوازده سالگی آمدیم بندرعباس و همین‌جا ماندیم. از همان سال‌ها تا امروز جفتی زدن برایم کار واجب شده‌است. ساعت‌ها می‌نوازم و از صدایش دل نمی‌کنم. " برای خودم و دلم ساز می‌زنم و شروه می‌خوانم و زندگی پرمشغله و سختم را می‌گذرانم.

### جوانی
«جوانی من به سختی سپری شد. تابستان‌ها در کارخانه پارچه‌بافی میناب کار می‌کردم. زمستان‌ها هم به بندرعباس می‌آمدم و در محله خواجه‌عطاء بشکه‌های نفتی که از آبادان می‌آمد را تخلیه می‌کردم. من آن موقع جزو سرکارگرها بودم. ۱۰ تا ۱۵ تومان هم حقوق می‌گرفتم. زندگی‌ام با کارگری سپری می‌شد.

### شرایط زندگی
خالو قنبر دربارهٔ شرایط زندگی خودش و هنرمندان هم‌دوره‌اش می‌گوید: «من اجاره‌نشین هستم. هنرمندان و پیشکسوتان بسیاری مثل من هستند که به نان شب محتاج‌اند و کسی سال و ماه سراغ‌شان را هم نمی‌گیرد، مگر وقتی جشنواره یا برنامه‌ای باشد.
دوست دارم به موسیقی هرمزگان خدمت کنم. همه گوشه‌های مقام‌های موسیقی هرمزگان در حال فراموشی هستند، حتی زار هم کمرنگ شده با اینکه خود من هم بابای زار هستم اما می‌بینم این موسیقی هم دارد به فراموشی سپرده می‌شود. امیدوارم به این امر توجه شود و بعد از مرگ به سراغ ما نیایند.»
سعی کردم تا جایی که می‌توانم ساز جفتی را به شاگردانم یاد دهم؛ اینکه بتوانند از عهدهٔ کار بربیایند یا نه را نمی‌دانم. باید به داد این موسیقی رسید؛ همهٔ گوشه‌هایش دارد فراموش می‌شود.»

## ساز جفتی
" ساز جفتی در هرمزگان عبارت از دو ساقهٔ نی موازی است که در هفت بند، جفت یکدیگر (با ۱۴سوراخ موازی) قرار گرفته‌اند. این دو نی با موم عسل و در بافته‌هایی محلی به نام "خوس" به یکدیگر چسبانده می‌شود، با دو دهانه برای دمیدن که همزمان با هم نواخته شده و بدین ترتیب با صدایی مضاعف نوای اصلی را برجسته می‌کند. "
شیونی نواختن جفتی، دل شیونی می‌خواهد و قنبر احمد راستگو آتش به جان گرفتهٔ این کار است. استادی مسلم که در کمال خضوع برای هر گونه همکاری در جهت اشاعهٔ فرهنگ موسیقی جنوب کوتاهی نمی‌کند.
قنبر راستگو با وجود سن بالا، ساز نفس‌گیر جفتی را چنان ماهرانه می‌نوازد که شنونده را مجذوب خود می‌کند. شاگردانی را هم تربیت کرده تا این ساز به فراموشی سپرده نشود.
قنبر راستگو با ۳۳سال سابقه کار در اداره‌کل فرهنگ و ارشاد هرمزگان هم‌اکنون بازنشسته است.

## فعالیت‌های هنری
قنبر راستگو وقتی که ۲۲ ساله بود با خانه فرهنگ و هنر میناب آشنا شد و آنجا به کارهای هنری‌اش ادامه داد. در آنجا وظیفه‌اش نواختن ساز جفتی و خوانندگی در پشت صحنه تئاتر بود.
سه سال قبل از انقلاب علی‌خان حبیب‌زاده از او دعوت به همکاری کرد و راستگو با او برای اجرا به تهران رفت. حدود ۵سال در گروه موسیقی علی‌خان حبیب‌زاده به نوازندگی ساز جفتی و سازهای کوبه‌ای و ترانه‌سرایی مشغول بود.
در سال‌های اولیه پس از انقلاب و دوران جنگ تحمیلی راستگو هیچ‌گونه فعالیت موسیقی نداشت. پس از اتمام جنگ گروهی تشکیل می‌دهد به نام کالنگ که در آن هنرمندانی چون احمد عبداللهی (نوازنده کسر)، سلیمان اسلامی (نوازنده پی‌په)، عبدالعلی جمالی (نوازنده دهل) و جعفر روزبازار نوازنده عود همکاری می‌کردند. در این گروه راستگو خوانندگی و نوازندگی جفتی را برعهده داشت.
قنبر راستگو در سال ۱۳۶۶ مقام اول نوازندگی جفتی را در جشنواره سراسری موسیقی فجر کسب کرد.
او همچنین در زمینهٔ موسیقی تئاتر هم فعالیت‌داشته‌است. از جمله نخستین تئاتری که راستگو در آن همکاری داشته پُتُروک (به معنای جرقه در گویش هرمزگانی) با موضوع زار بود که این تئاتر را در میناب، سیرجان، کرمان، تهران و بندرعباس اجرا کرده‌اند. همچنین تئاتر موزیکال سبزپری به کارگردانی ابراهیم زارعی که ۱۳۶۷ اجرا شد.

## همکاری با سایر هنرمندان
قنبر راستگو که نوای سازش شهرت جهانی دارد، در طول دوران فعالیت‌اش با هنرمندان زیادی از جمله چهره های مطرح موسیقی پاپ و گروه های موسیقی سنتی و تلفیقی همکاری داشته‌است.
قنبر راستگو در قطعه هیچ جا بندر نابو از آلبوم وایسا دنیا رضا صادقی (۱۳۸۵، ایران‌گام) به عنوان نوازنده و خواننده حضور دارد.
او در بازخوانی قطعه فصل بهار اثر ناصر عبداللهی ، با سعید شهروز، پیام عزیزی، سامان جلیلی، رضا صادقی، محمدرضا هدایتی، محمد علیزاده و مرتضی پاشایی همکاری  داشته است.
جمعه ۱۳ شهریور ۱۳۹۴ در مراسم رونمایی از آلبوم داماهی اثر گروه داماهی در شهر کتاب فرشته حضور داشت و به اجرای قطعه «محله خاموشان» پرداخت. پس از چند دقیقه تک‌نوازی راستگو، نوازندگان گروه داماهی هم روی صحنه آمدند و در کنار این جفتی‌نواز برجسته جنوبی قرار گرفتند و او را همراهی کردند.
قنبر راستگو تاکنون اجراهای بسیاری در کشورهای اروپایی داشته‌است. مرداد ۱۳۹۵ قنبر راستگو در قالب گروه موسیقی لوور با همراهی علیرضا ملاحسینی (نوازنده دف و تامییرا و سرپرست گروه)، امین باصره (نوازنده عود و کسر)، حسین اصیلی (خواننده و دهل‌نواز) و ملیحه شاهین‌زاده دیگر هنرمند هرمزگانی به اجرای برنامه پرداختند.

## ثبت در میراث معنوی
۲۲ اسفند ۹۵ در پنجمین اجلاس کمیته ثبت میراث ناملموس؛ شیوه نوازندگی نی جفتی استاد قنبر راستگو (خالو قنبر) از هرمزگان به همراه شیوه نوازندگی دونلی استاد شیرمحمد اسپندار از سیستان‌وبلوچستان در فهرست میراث معنوی کشور ثبت‌ملی شد.
در ابتدای این اجلاس از این دو استاد برجسته و پیشکسوت موسیقی سنتی، تجلیل به‌عمل آمد. سپس استاد شیرمحمد اسپندار نوازنده دونلی از استان سیستان‌وبلوچستان و استاد قنبر راستگو نوازنده نی جفتی از استان هرمزگان در حضور اعضای این کمیته پرداختند.
محمدحسن طالبیان، معاون میراث‌فرهنگی سازمان میراث‌فرهنگی، صنایع‌دستی و گردشگری، در این مراسم گفت: «شیوه نوازندگی این دو استاد پیشکسوت و برجسته به‌حدی زیباست که به‌طور حتم، اگر در یکی از اجلاس‌های ثبت‌جهانی میراث ناملموس اجرا می‌شد، بلافاصله در میراث جهانی به‌ثبت می‌رسید.»

## ساخت موزه و فیلم مستند
در حاشیه اجلاس ثبت میراث ناملموس اشکان مختاری، معاون میراث‌فرهنگی اداره‌کل میراث‌فرهنگی، صنایع‌دستی و گردشگری هرمزگان گفت: «صیانت از آثار استاد قنبر راستگو و ثبت و ضبط شیوه نوازندگی اش تا پایان خرداد ۹۶ موزه استاد قنبر راستگو در استان هرمزگان راه‌اندازی خواهد شد.»
محسن ضیایی مدیرکل میراث فرهنگی، صنایع دستی وگردشگری هرمزگان، زندگی هم از ساخت یک فیلم مستند با موضوع آثار قنبر راستگو خبر داد.
و هدف از ساخت این فیلم را تلاش برای شناسایی موسیقی جفتی و معرفی و حفظ آن به عنوان یک میراث ناملموس عنوان کرد.
هیچ‌یک از این وعده‌ها تاکنون عملی نشده‌است.

## جستار های وابسته
- نی جفتی
- فصل بهار( ترانه)

## دعوت به خندوانه
۲۶ دی ماه ۹۷ قنبر راستگو در برنامه تلویزیونی خندوانه حضور یافت که پخش این برنامه با استقبال بینندگان روبرو شد.